# 2017-es WTCC makaói nagydíj
A 2017-es WTCC makaói nagydíj volt a 2017-es túraautó-világbajnokság 9. helyszíne, amit a Guia Circuit-en rendeztek meg november 18–19-én. A széria mezőnye két év kihagyás után tért vissza a legendás helyszínre. A szezon teljes résztvevői mellett erre a hétvégére neveztek helyi versenyzők is, így a mezőny 20 fősre bővült - igaz a nevezésilistán szereplő Tiago Monteiro sérülése miatt ezen a hétvégén sem tudott indulni valamint a hongkongi Chan Kin Pong visszalépett a hétvége eseményeitől -,többek között erre a hétvgére visszatért a korábbi futamgyőztes Ma Csing-hua is, aki a Sébastien Loeb Racing Citroen egyik C-Elysée-jével szerepelt, a Campos Racingnél pedig a hongkongi Wong Po Wah váltotta Kris Richard-ot erre a hétvégére.

## Az időmérő edzés végeredmény
Az időmérő edzést november 17-én tartották meg. Rögtön az edzés elején piros zászlós megszakítás történt, miután a beugró Ma Csing-hua a falnak ütközött, így a kínai nem tudott mért köridőt teljesíteni a kvalifikáción. Az újraindítást követően a versenyzők azonnal pályára hajtottak, hogy legalább egy mért időt tudjanak futni, ám nem sokkal később másodszor is előkerült a piros zászló, amikor Nick Catsburg érintette meg a falat és kitört a Volvója első kereke, azonban a körideje elégnek bizonyult a 2. etapba jutáshoz. Még az első szakaszban egyszer kellett megszakítani az edzést, amikor Wong Po Wah szenvedett balesetet. Az időmérő második szakasza sem telt el megszakítás nélkül: Néstor Girolami csapódott a falba, akit Mehdi Bennani már nem tudott elkerülni és eltalálta a Volvot. Az ötödik piros zászlót pedig John Filippi idézte elő, aki szintén a falnak ütközött. Az időmérő harmadik részébe, az úgynevezett szuperpole-ba végül Robert Huff, Esteban Guerrieri, Michelisz Norbert, Thed Björk valamint Tom Chilton, jutottak be. A harmadik szakaszban már egyik versenyző sem hibázott és végül a főfutamra az első rajtkockát az ALL-INKL.com Münnich Motorsport versenyzője Robert Huff szerezte meg, míg az első, fordított rajtrácsos versenyen Mehdi Bennani indulhatott az első helyről.
| Poz. | #  | Versenyző         | Csapat                          | Autó                    | Kat. | 1. rész              | 2. rész              | 3. rész  | Pont |
| ---- | -- | ----------------- | ------------------------------- | ----------------------- | ---- | -------------------- | -------------------- | -------- | ---- |
| 1    | 12 | Robert Huff       | ALL-INKL.com Münnich Motorsport | Citroën C-Elysée WTCC   | WT   | 2:25,501             | 2:24,373             | 2:23,995 | 5    |
| 2    | 5  | Michelisz Norbert | Honda Racing Team JAS           | Honda Civic WTCC        |      | 2:25,474             | 2:24,971             | 2:24,301 | 4    |
| 3    | 3  | Tom Chilton       | Sébastien Loeb Racing           | Citroën C-Elysée WTCC   | WT   | 2:24,912             | 2:25,447             | 2:24,844 | 3    |
| 4    | 62 | Thed Björk        | Volvo Polestar Cyan Racing      | Volvo S60 Polestar TC1  |      | 2:26,155             | 2:25,135             | 2:25,146 | 2    |
| 5    | 86 | Esteban Guerrieri | Honda Racing Team JAS           | Honda Civic WTCC        |      | 2:26,257             | 2:24,721             | 2:25,240 | 1    |
| 6    | 24 | Kevin Gleason     | RC Motorsport                   | Lada Vesta WTCC         | WT   | 2:27,837             | 2:28,059             |          |      |
| 7    | 34 | Micsigami Rjo     | Honda Racing Team JAS           | Honda Civic WTCC        |      | 2:27,649             | 2:28,929             |          |      |
| 8    | 9  | Tom Coronel       | ROAL Motorsport                 | Chevrolet RML Cruze TC1 | WT   | 2:26,653             | 2:33,966             |          |      |
| 9    | 25 | Mehdi Bennani     | Sébastien Loeb Racing           | Citroën C-Elysée WTCC   | WT   | 2:25,397             | nem futott mért kört |          |      |
| 10   | 61 | Néstor Girolami   | Volvo Polestar Cyan Racing      | Volvo S60 Polestar TC1  |      | 2:26,747             | nem futott mért kört |          |      |
| 11   | 27 | John Filippi      | Sébastien Loeb Racing           | Citroën C-Elysée WTCC   | WT   | 2:26,948             | nem futott mért kört |          |      |
| 12   | 63 | Nick Catsburg     | Volvo Polestar Cyan Racing      | Volvo S60 Polestar TC1  |      | 2:27,408             | nem futott mért kört |          |      |
| 13   | 68 | Yann Ehrlacher    | RC Motorsport                   | Lada Vesta WTCC         | WT   | 2:28,281             |                      |          |      |
| 14   | 66 | Szabó Zsolt       | Zengő Motorsport                | Honda Civic WTCC        | WT   | 2:30,256             |                      |          |      |
| 15   | 99 | Nagy Dániel       | Zengő Motorsport                | Honda Civic WTCC        | WT   | 2:31,628             |                      |          |      |
| 16   | 4  | Mak Ka Lok        | RC Motorsport                   | Lada Vesta WTCC         | WT   | 2:35,183             |                      |          |      |
| 17   | 30 | Ma Csing-hua      | Sébastien Loeb Racing           | Citroën C-Elysée WTCC   | WT   | nem futott mért időt |                      |          |      |
| 18   | 44 | Wong Po Wah       | Campos Racing                   | Chevrolet RML Cruze TC1 | WT   | nem futott mért időt |                      |          |      |
| Vi   | 88 | Chan Kin Pong     | Campos Racing                   | Chevrolet RML Cruze TC1 | WT   | Visszalépett         |                      |          |      |

Megjegyzés:
- WT – WTCC Trophy

## MAC 3
A csapatidő futamot a szezon során harmadik alkalommal a Honda Racing Team JAS Motorsport csapata nyerte meg.
| Poz. | Gyártó | Autó                   | Idő      | Különbség | Pont |
| ---- | ------ | ---------------------- | -------- | --------- | ---- |
| 1    | Honda  | Honda Civic WTCC       | 5:04,465 |           | 12   |
| 2    | Volvo  | Volvo S60 Polestar TC1 | 8:48,108 | +3:43,643 | 8    |

## Első futam
Az első futamon a pole-pozícióból rajtoló Mehdi Bennani a rajtot követően is megtartotta helyét a mezőny élén és hátrébb is csak kevesen tudtak előrébb kerülni, ezen táborba tartozott Michelisz Norbert, aki a rajtot követően a nyolcadik helyről az ötödikig tudott előrébb kerülni. A versenyen ezt követően nem sok esemény történt, egészen a hetedik körig, amikor Michelisz az egyik kanyarban hibázott és a falnak ütközött, ezzel elzárva a mögöttes mezőny előtt az utat. Tom Chilton, Robert Huff és Esteban Guerrieri pedig már el sem tudta kerülni a magyar versenyző Hondáját és szinte a teljes mezőny megállásra kényszerült a baleset következtében. A versenyt piros zászlóval leintették, amit így Mehdi Bennani nyert, a második helyen Tom Coronel zárt és a Honda gyári versenyzője Micsigami Rjo lett a harmadik, aki ezzel pályafutása első WTCC-s dobogóját szerezte meg.
| Poz. | #  | Versenyző         | Csapat                          | Autó                    | Kat. | Futott kör | Idő/Kiesés oka | Rajthely | Pont |
| ---- | -- | ----------------- | ------------------------------- | ----------------------- | ---- | ---------- | -------------- | -------- | ---- |
| 1    | 25 | Mehdi Bennani     | Sébastien Loeb Racing           | Citroën C-Elysée WTCC   | WT   | 5          | 12:26,832      | 1        | 25   |
| 2    | 9  | Tom Coronel       | ROAL Motorsport                 | Chevrolet RML Cruze TC1 | WT   | 5          | +1,952         | 2        | 18   |
| 3    | 34 | Micsigami Rjo     | Honda Racing Team JAS           | Honda Civic WTCC        |      | 5          | +3,265         | 3        | 15   |
| 4    | 62 | Thed Björk        | Volvo Polestar Cyan Racing      | Volvo S60 Polestar TC1  |      | 5          | +3,627         | 6        | 12   |
| 5    | 5  | Michelisz Norbert | Honda Racing Team JAS           | Honda Civic WTCC        |      | 5          | +4,577         | 8        | 10   |
| 6    | 86 | Esteban Guerrieri | Honda Racing Team JAS           | Honda Civic WTCC        |      | 5          | +5,379         | 5        | 8    |
| 7    | 12 | Robert Huff       | ALL-INKL.com Münnich Motorsport | Citroën C-Elysée WTCC   | WT   | 5          | +6,635         | 9        | 6    |
| 8    | 3  | Tom Chilton       | Sébastien Loeb Racing           | Citroën C-Elysée WTCC   | WT   | 5          | +8,068         | 7        | 4    |
| 9    | 63 | Nick Catsburg     | Volvo Polestar Cyan Racing      | Volvo S60 Polestar TC1  |      | 5          | +10,688        | 11       | 2    |
| 10   | 24 | Kevin Gleason     | RC Motorsport                   | Lada Vesta WTCC         | WT   | 5          | +12,040        | 4        | 1    |
| 11   | 27 | John Filippi      | Sébastien Loeb Racing           | Citroën C-Elysée WTCC   | WT   | 5          | +13,946        | 10       |      |
| 12   | 68 | Yann Ehrlacher    | RC Motorsport                   | Lada Vesta WTCC         | WT   | 5          | +14,592        | 12       |      |
| 13   | 61 | Néstor Girolami   | Volvo Polestar Cyan Racing      | Volvo S60 Polestar TC1  |      | 5          | +18,512        | 15       |      |
| 14   | 30 | Ma Csing-hua      | Sébastien Loeb Racing           | Citroën C-Elysée WTCC   | WT   | 5          | +18,683        | 17       |      |
| 15   | 99 | Nagy Dániel       | Zengő Motorsport                | Honda Civic WTCC        | WT   | 5          | +25,074        | 14       |      |
| 16   | 66 | Szabó Zsolt       | Zengő Motorsport                | Honda Civic WTCC        | WT   | 5          | +37,025        | 13       |      |
| 17   | 4  | Mak Ka Lok        | RC Motorsport                   | Lada Vesta WTCC         | WT   | 5          | +46,075        | 16       |      |
| 18   | 44 | Wong Po Wah       | Campos Racing                   | Chevrolet RML Cruze TC1 | WT   | 5          | +2:00,220      | 18       |      |

Megjegyzés:
- WT – WTCC Trophy

## Második futam
Az első futamot követően a balesetben érintett versenyzők (Michelisz Norbert, Robert Huff, Tom Chilton és Esteban Guerrieri) autóit sikerült megszerelni így elfoglalhatták az időmérő edzés alapján megszerzett eredeti rajtkockájukat. A második versenyt vizes körülmények között rendezték meg és az extrém körülmények miatt a mezőny a biztonsági autó mögül rajtolt el. A második kör után a biztonsági autó elhagyta a pályát és elkezdődhetett a verseny, a repülőrajtot követően az első három helyen lévő versenyző rögtön egy 1,5 másodperces előnyt szerzett a negyedik Thed Björkkel szemben, aki a vizes pályán láthatóan szenvedett és Esteban Guerrieri hamarosan meg is előzte. Az élen Michelisz kezdte el támadni Huffot, de a szűk utcai pályán nem talált valódi előzési lehetőséget, majd le is lemaradt az első helyezettől és Tom Chilton kezdte el támadni a magyart, akit a kilencedik körben megpróbálta előzni, azonban a kísérlet során veszített egy pozíciót, ugyanis a másik Hondás, Guerrieri elment mellette. Azonban az argentin az utolsó körben hibázott így Chilton visszaszerezte a harmadik helyet. Végül magabiztosan nyert Robert Huff mögötte pedig Michelisz Norbert és Tom Chilton zárt az első háromban.
| Poz. | #  | Versenyző         | Csapat                          | Autó                    | Kat. | Futott kör | Idő/Kiesés oka | Rajthely | Pont |
| ---- | -- | ----------------- | ------------------------------- | ----------------------- | ---- | ---------- | -------------- | -------- | ---- |
| 1    | 12 | Robert Huff       | ALL-INKL.com Münnich Motorsport | Citroën C-Elysée WTCC   | WT   | 13         | 38:15,740      | 1        | 30   |
| 2    | 5  | Michelisz Norbert | Honda Racing Team JAS           | Honda Civic WTCC        |      | 13         | +8,142         | 2        | 23   |
| 3    | 3  | Tom Chilton       | Sébastien Loeb Racing           | Citroën C-Elysée WTCC   | WT   | 13         | +8,684         | 3        | 19   |
| 4    | 86 | Esteban Guerrieri | Honda Racing Team JAS           | Honda Civic WTCC        |      | 13         | +9,228         | 5        | 16   |
| 5    | 62 | Thed Björk        | Volvo Polestar Cyan Racing      | Volvo S60 Polestar TC1  |      | 13         | +21,237        | 4        | 13   |
| 6    | 9  | Tom Coronel       | ROAL Motorsport                 | Chevrolet RML Cruze TC1 | WT   | 13         | +25,818        | 8        | 10   |
| 7    | 25 | Mehdi Bennani     | Sébastien Loeb Racing           | Citroën C-Elysée WTCC   | WT   | 13         | +28,693        | 9        | 7    |
| 8    | 24 | Kevin Gleason     | RC Motorsport                   | Lada Vesta WTCC         | WT   | 13         | +31,583        | 6        | 4    |
| 9    | 61 | Néstor Girolami   | Volvo Polestar Cyan Racing      | Volvo S60 Polestar TC1  |      | 13         | +34,326        | 10       | 2    |
| 10   | 66 | Szabó Zsolt       | Zengő Motorsport                | Honda Civic WTCC        | WT   | 13         | +41,598        | 14       | 1    |
| 11   | 99 | Nagy Dániel       | Zengő Motorsport                | Honda Civic WTCC        | WT   | 13         | +57,796        | 15       |      |
| 12   | 30 | Ma Csing-hua      | Sébastien Loeb Racing           | Citroën C-Elysée WTCC   | WT   | 13         | +1:07,945      | 17       |      |
| 13   | 63 | Nick Catsburg     | Volvo Polestar Cyan Racing      | Volvo S60 Polestar TC1  |      | 13         | +1:22,466      | 12       |      |
| 14   | 68 | Yann Ehrlacher    | RC Motorsport                   | Lada Vesta WTCC         | WT   | 13         | +1:23,361      | 13       |      |
| 15   | 34 | Micsigami Rjo     | Honda Racing Team JAS           | Honda Civic WTCC        |      | 13         | +1:51,491      | 7        |      |
| 16   | 27 | John Filippi      | Sébastien Loeb Racing           | Citroën C-Elysée WTCC   | WT   | 13         | +2:03,720      | 11       |      |
| 17   | 4  | Mak Ka Lok        | RC Motorsport                   | Lada Vesta WTCC         | WT   | 13         | +2:32,928      | 16       |      |
| Ni   | 44 | Wong Po Wah       | Campos Racing                   | Chevrolet RML Cruze TC1 | WT   |            | Nem indult     |          |      |

Megjegyzés:
- WT – WTCC Trophy

## Külső hivatkozások
A hétvége részletes eredményei